# 竹莖扁蚜
竹莖扁蚜（学名：Pseudoregma bambusicola）为扁蚜科角扁蚜屬下的一个种。